# Jiro Wang
Jiro Wang Dong Cheng (cinese tradizionale: 汪東城; cinese semplificato: 汪东城; pinyin: Wāng Dōngchéng; Taiwan, 24 agosto 1981) è un modello, cantante e attore taiwanese.
Soprannominato Da Dong, è membro della boy band Fahrenheit, ed è ampiamente conosciuto come attore principale nelle serie Drama taiwanese KO One (終極一班) ed il suo sequel The X-Family, nel ruolo di Ah Jin in It Started With a Kiss e nel suo sequel, e nel ruolo di Jin Xiu Yi nel drama taiwanese live-action, Hana-Kimi (花樣少年少女).

## Biografia
Jiro Wang è nato il 24 agosto 1981 a Taiwan, in una famiglia di umili origini. Si è diplomato al Fu Shin Trade and Arts College con un attestato in Design Pubblicitario. Dopo il diploma, ha dedicato la sua vita all'industria dello spettacolo. All'inizio gli era stato chiesto di entrare nell'industria dello spettacolo a causa del suo bell'aspetto e del talento come cantante che mostrò in una gara. La BMG, l'etichetta con cui ha firmato, aveva in mente di unirlo a Jay Chou e Jordan Chan per formare una boyband con il nome di 3J, ma il 9 novembre la BMG è andata in fallimento e il piano per la formazione dei 3J fu abolito. Alla fine Jiro decise di continuare la sua carriera nello spettacolo lavorando nel backstage, occupandosi soprattutto del fashion design ed in generale di altre necessità riguardanti il design; inoltre, era fotomodello. È stato portato di nuovo sotto le luci della ribalta intorno al 2004, quando è iniziata la sua carriera di attore.
Parla fluentemente il taiwanese e il cinese cinese, e comprende conversazioni in cantonese e inglese. È alto 182 cm.
In passato suonava e cantava in una band underground chiamata Karma. La band ha pubblicato una canzone intitolata 人間逃亡記, il cui testo è stato composto da Jiro stesso. Dopo questa canzone, il nome della band è cambiato in Dong Cheng Wei (東城衛). Comunque, i membri della band sono sempre gli stessi.
Quando aveva 18 anni suo padre morì, lasciandolo con una madre vedova che doveva pagare tutti i debiti della famiglia. Questo fu il motivo che lo spinse ad affrontare una carriera da modello nell'industria commerciale. Alcuni spot pubblicitari in cui è apparso includono quelli per Mengniu (un tipo di yogurt). Inoltre appare in Suan Tian con la band femminile taiwanese S.H.E.
"A causa della sua salute cagionevole, [Jiro] perde spesso la voce. A causa della Xeroftalmia una volta non è riuscito a concludere le riprese, perché non riusciva ad aprire gli occhi. Ha anche la Rinite, ed è per questo che quando canta sembra che la sua voce venga dal naso."

## Serie televisive
| Anno | Titolo                                                                 | Stato       | Ruolo |
| 2013 | cinese tradizionale: 原來是美男 / Fabulous Boys                        | Televisione | Huang Tai Jing |
| 2012 | cinese tradizionale: 絕對達令 (Jue Dui Darling) / "Absolute Boyfriend" | Televisione | Wan Night (Wan Nai Te) / Tenjo Night |
| 2009 | cinese tradizionale: 桃花小妹 / Momo Love                              | Televisione | Shi Lang |
| 2009 | cinese tradizionale: 終極三國 / K.O.3an Guo                            | Televisione | Wang Da Dong / 汪大東 |
| 2009 | cinese tradizionale: 愛就宅一起 / ToGetHer                             | Televisione | Zhuang Jun Nan / 莊俊男 (Mars) |
| 2008 | cinese tradizionale: 翻滾吧！蛋炒飯 / Rolling Love                     | Televisione | Mi Qi Lin / 米麒麟 |
| 2007 | cinese tradizionale: 惡作劇2吻 / They Kiss Again                       | Televisione | Jin Yuan Feng / 金元豐 / Kinnosuke Ikezawa                                                                                                |
| 2007 | cinese tradizionale: 終極一家 / The X-Family                           | Televisione | Xia Tian (夏天) / Gui Long (鬼龍) / Xia Lan Xing De Tian / 夏蘭荇德‧天 / Wang Da Dong / 汪大東 / Xia Tian (夏天) / Gui Long / 鬼龍 / Zack |
| 2006 | cinese tradizionale: 花樣少年少女 / Hanazakarino Kimitachihe           | Televisione | Jin Xiu Yi / 金秀伊 / Shuichi Nakatsu |
| 2005 | cinese tradizionale: 終極一班 / KO One                                 | Televisione | Wang Da Dong / 汪大東 |
| 2005 | cinese tradizionale: 惡作劇之吻 / It Started With a Kiss               | Televisione | Jin Yuan Feng / 金元豐 / Kinnosuke Ikezawa                                                                                                |
| 2004 | cinese tradizionale: 第八號當舖 / The Pawnshop No. 8                   | Televisione | |
| 2003 | cinese tradizionale: 新麻辣鮮師 / Spicy Teacher                        | Televisione | Rou Tian / 桑田 |
| 2002 | cinese tradizionale: 聽笨金魚唱歌                                      | Televisione | |

## Carriera musicale
Jiro Wang è stato il primo membro dei Fahrenheit. Nel gruppo, ha il ruolo di tenore baritonale. La temperatura a cui appartiene è quella della calda estate, a 95 gradi Fahrenheit. Rappresenta anche il "fico". (Cinese: 酷; pinyin: ku)

## Apparizioni da ospite
Wang ha anche partecipato a numerosi video musicali e spot pubblicitari prima di salire alla ribalta. È apparso nel video della canzone (梁靜茹) 分手快樂 di Fish Leong quando aveva 19 anni. Dopo il debutto con i Fahrenheit, ha recitato insieme ad un'altra artista della HIM International Music, Liu Li Yang, nel suo video musicale Smiling Tears (cinese semplificato: 眼泪笑了; cinese tradizionale: 眼淚笑了)